# Спитали
Спита̀ли (на гръцки: Σπιτάλι) е село в Кипър, окръг Лимасол. Според статистическата служба на Република Кипър през 2001 г. селото има 188 жители.
Намира се на 1 km източно от Парамита.